# Prays curulis
Prays curulis là một loài bướm đêm thuộc họ Yponomeutidae. Nó được tìm thấy ở Nepal và miền bắc Ấn Độ.